# Buduq
Buduq è un comune dell'Azerbaigian situato nel distretto di Quba. Conta una popolazione di 516 abitanti.